# Cladocarpus paries
Cladocarpus paries är en nässeldjursart som beskrevs av Wilfrid Arthur Millard 1975. Cladocarpus paries ingår i släktet Cladocarpus och familjen Aglaopheniidae. Inga underarter finns listade i Catalogue of Life.